# Järnvägslinjen Göteborg–Gårdsjö
Järnvägslinjen Göteborg–Gårdsjö var Västergötland–Göteborgs Järnvägars huvudlinje med spårvidden 891 mm. Linjen byggdes i första etappen mellan Göteborg Västgöta och Skara station, senare inlemmades flera uppköpta järnvägsbolags linjer och linjen förlängdes till Gårdsjö station där anslutning till Västra stambanan fanns. Den första delen av linjen invigdes den 1 januari 1900. Den sista trafiken på linjen upphörde den 1 oktober 1989.

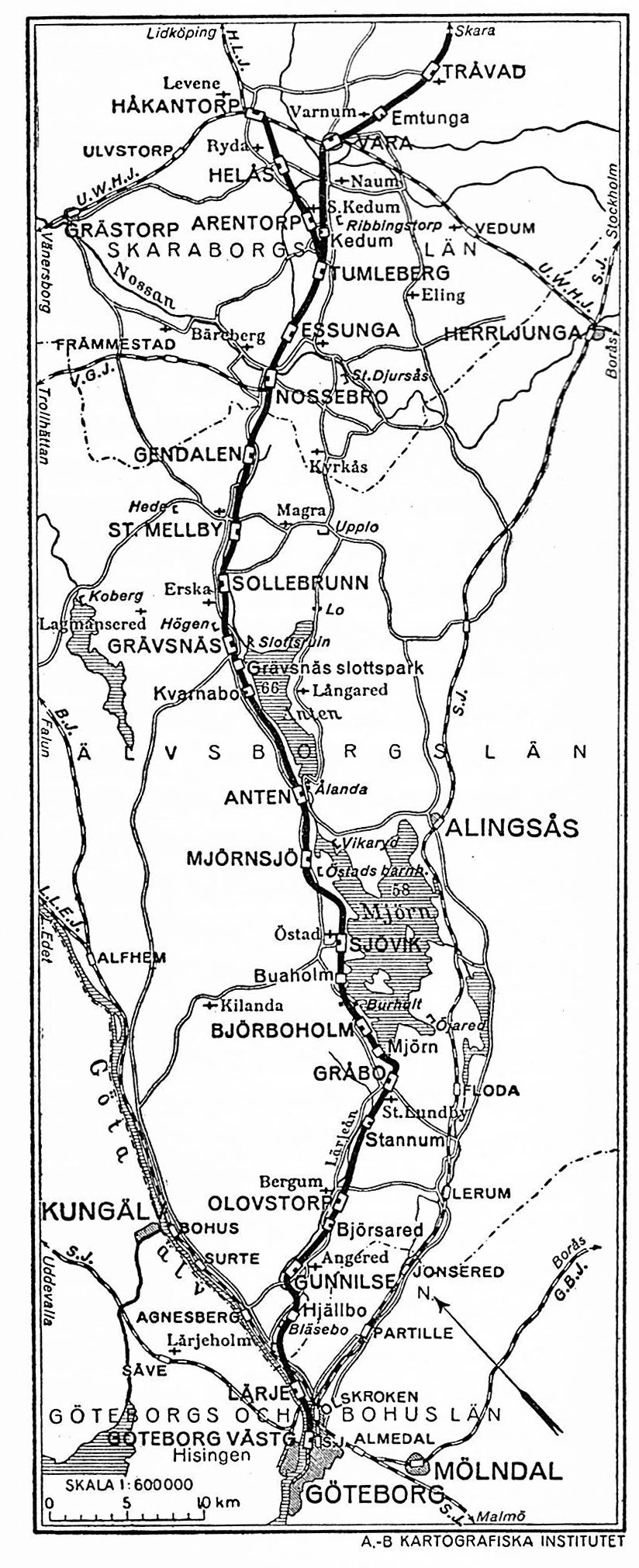
VGJ. Linjen Göteborg-Vara.

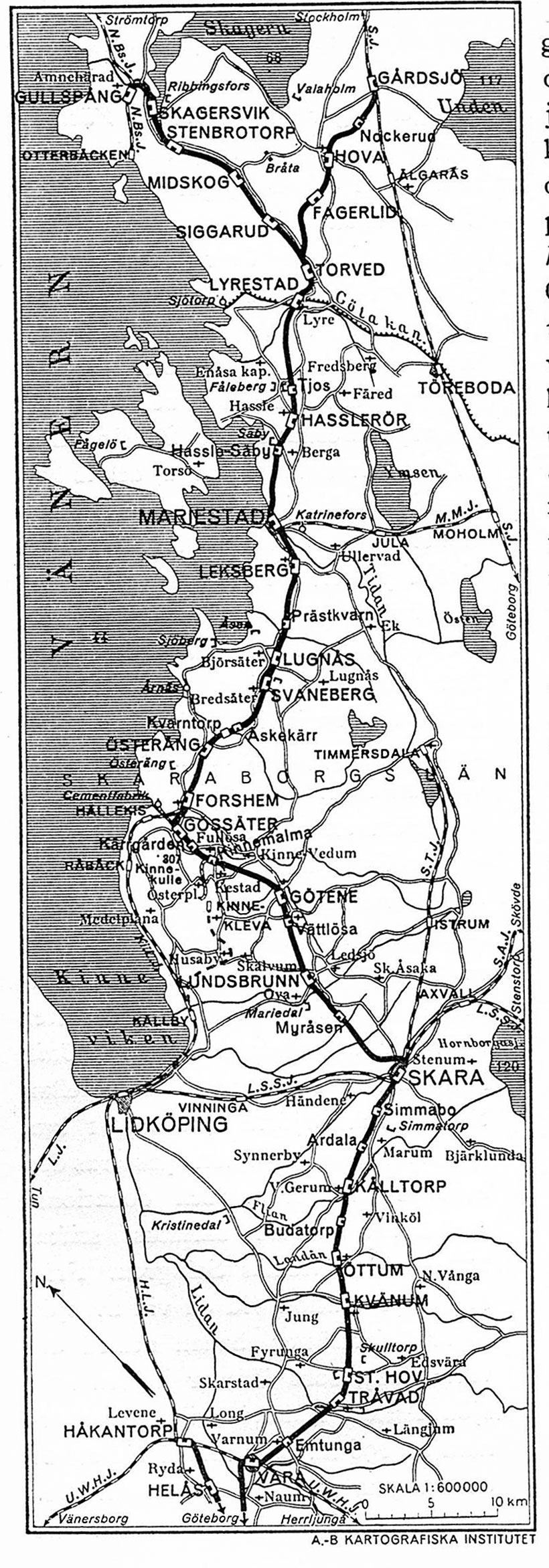
VGJ. Linjen-Vara-Gårdsjö/Gullspång.

## Historik

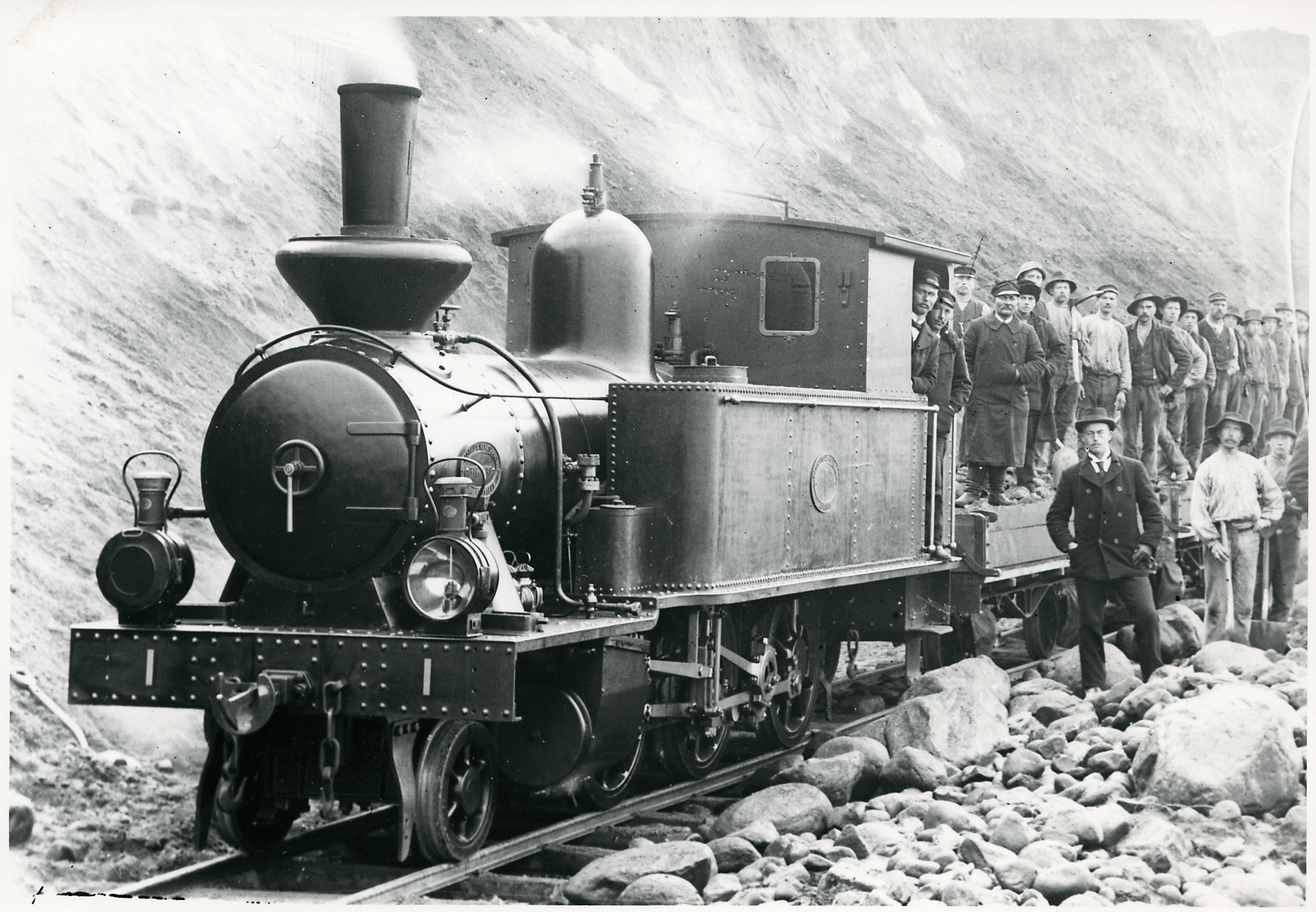
VGJ lok 1 på linjen mellan Göteborg och Skara vid byggandet av Järnvägslinjen Göteborg–Skara

Det nybildade Västergötland - Göteborgs järnvägsaktiebolag (VGJ) kontrakterade ingenjörerna Andreas Lagergren och O J M Malmstedt som entreprenörer för byggnationen av huvudlinjen Göteborg-Skara och sidolinjen Tumleberg–Håkantorp den 10 september 1897. Markarbetena hade startat redan i augusti 1897. Vid slutet av året var 47,3 kilometer av banvallen klar och 16 broar påbörjade. Med UWHJ och LSSJ förhandlade man fram avtal om VGJs anslutning till deras stationer i Vara respektive Skara, detta gav anslutningar till den normalspåriga Älvsborgsbanan och den smalspåriga linjen Lidköping–Stenstorp. Vid slutet av 1898 så var 126,2 kilometer banvall och 260 meter tunnel färdigställda, i juni 1898 började rälsläggningen. Entreprenörernas dåliga ekonomi riskerade att stoppa arbetena på linjen varvid VGJ under 1898 beslutade att lösa ut dessa och fortsätta arbetet i egen regi. Under ledning av VGJs verkställande direktör John Nyström drevs arbetet vidare i högt tempo och i slutet av 1899 var banan klar. Den 1 januari 1900 kunde den 141,190 kilometer långa linjen invigas för trafik Göteborg-Skara.
Under 1902 kom det till VGJ styrelses kännedom att det fanns intresse från Skara–Kinnekulle–Vänerns Järnväg (SKWJ) sida av att gå samman med VGJ. Efter förhandlingar så kom man fram till ett avtal som innebar att SKWJ såldes för 434 361 kronor, betalningen skedde med aktier av ett värde på 120 000 kronor, kontanta medel 13 500 kronor och den resterande summan bestod av övertagande av statliga lån. Den 1 januari 1904 övertogs järnvägen av VGJ, därmed förlängdes linjen till Gössäters station. Vid Skara station byggdes den gamla SKWJ-linjen om så att tågen kunde passera igenom stationen istället för att behöva vända.
Efter köpet av SKWJ så väcktes tanken på att införliva Mariestad–Kinnekulle Järnväg (MKJ) i VGJ, med detta skulle VGJs huvudlinje kunna förlängas till Mariestads station, initiativet till detta togs av ingenjör Karl Gustaf Wallenius. Den 22 augusti 1908 undertecknades köpehandlingarna där VGJ köpte MKJ för 445 136,85 kronor. I köpet fanns ett villkor att VGJ skulle förlänga linjen till Gårdsjö station alternativt till Gullspångs station.
I början av 1908 började arbetet på linjen från Mariestad till Gårdsjö station. Rälsen som användes var begagnad räls som hade byts ut mot kraftigare räls på linjen strax norr om Göteborg. Den 1 januari 1910 kunde den 39 kilometer långa bandelen öppnas för trafik. Därmed hade linjen nått sin fulla längd på 223,26 kilometer och anknytning till Västra stambanan i båda ändar.
År 1913 började Trollhättan–Nossebro Järnväg (TNJ) bygga sin linje Trollhättan–Nossebro från Nossebro station som invigdes den 15 februari 1916, företaget trafikerade inte sin egen linje utan trafiken sköttes av Västergötland–Göteborgs Järnvägar med hjälp av deras eget rullande material. Den 29 september 1915 började bygget av Järnvägslinjen Torved–Gullspång från Torveds station, linjen invigdes den 1 januari 1917.

## Nedläggning
Nedläggningen av linjen började den 28 maj 1961 när godstrafiken lades ner på sträckan Göteborg-Sjövik. Sträckan Gårdsjö–Mariestad breddades till normalspår 1961 och sträckan Mariestad–Forshem breddades 1962. Persontrafiken Göteborg-Sjövik lades ner den 28 maj 1967. Sträckan Nossebro-Skara-Götene lades persontrafiken ned 24 augusti 1970 samtidigt lades all trafik ner på sträckan Götene-Forshem. Den 24 augusti 1979 lades all trafik ner på sträckan Sjövik-Nossebro. Den 1 oktober 1984 lades godstrafiken ned på sträckan Vara-Götene. På den sista sträckan av linjen mellan Vara-Nossebro lades godstrafiken officiellt ner den 1 oktober 1989 även om det sista godståget hade gått redan 19 december 1986.

## Kvarvarande
Två sträckor av smalspåret finns kvar som museijärnvägar: Anten–Gräfsnäs (12 kilometer) och Skara–Lundsbrunn (12 kilometer). Sträckan Göteborg–Hjällbo är ombyggd till spårväg som en del av Angeredsbanan. Sträckan Gårdsjö–Forshem breddades till normalspår och ingår i nuvarande Kinnekullebanan. Det finns cykelvägar på delar av banan Göteborg–Skara men banvallen utanför dessa har många avbrott eller är helt borta. Olofstorps station har bevarats.